# Wilhelm Otto (Theologe)
Wilhelm Georg Christian Otto (* 1. Januar 1800 in Weilburg; † 31. August 1871 in Herborn) war ein deutscher evangelischer Theologe und Politiker.

## Leben
Wilhelm Otto war der Sohn des Kirchenrates Johann Franz Otto (1757–1829) und ging von 1809 bis 1815 auf das Gymnasium in Weilburg. Er studierte von 1815 bis 1818 evangelische Theologie an der Universität Gießen. 1818 arbeitete er als Hauslehrer in Schaumburg und setzte dann bis 1819 sein Studium am Theologischen Seminar Herborn fort. 1819 legte er sein Examen in Wiesbaden ab und arbeitete dann bis 1820 als Lehrer in Bendorf. 1820 war er als kommissarischer Verwalter der Kaplanei im Korrektions- und Irrenhaus zu Eberbach tätig. Von 1820 bis 1828 war Otto Pfarrer in Grenzhausen, bevor er 1828 zum Professor und Dekan an das Theologische Seminar in Herborn berufen wurde, dessen Direktor er ab 1837 war. Nebenbei übte er die Funktion des Schulinspektors aus. Er wurde zum Kirchenrat ernannt. 1843 wurde ihm durch die Universität Gießen die Doktorwürde verliehen.
Wilhelm Otto war politisch aktiv. Von 1839 bis 1848 war er Mitglied und von 1846 bis 1848 Präsident der Deputiertenkammer des Landtags des Herzogtums Nassau, gewählt aus der Gruppe der Vorsteher der Geistlichkeit und der höheren Lehranstalten. 1848 war er Mitglied des Vorparlaments.
1860 wurde er Ehrenbürger der Stadt Herborn. 1864 war Otto einer der Begründer der nassauisch-evangelischen Pastoralkonferenz. 1867 wurde er als Konsistorialrat in den Ruhestand versetzt.
1822 heiratete er Charlotte Katherine Ebhardt, die Tochter des Rechnungskammerpräsidenten Georg Heinrich Ebhardt.